# NHK盛岡放送局
NHK盛岡放送局（エヌエイチケイもりおかほうそうきょく）は、岩手県を放送対象地域とする日本放送協会（NHK）の地域放送局。テレビとラジオで県域放送を行っている。局舎は盛岡市の中心部からやや離れた盛岡市上田にある。岩手大学に近接している。

## 放送局概要
- 開局 1938年8月7日
- オリジナルキャラクター 「がんすけどん」・「なはんちゃん」
- 公開スペース
  - アーカイブ番組ライブラリーなどがある「ハートプラザ」、展示会などが開かれる「おでんせプラザ」がある。オープンスタジオなどはない。

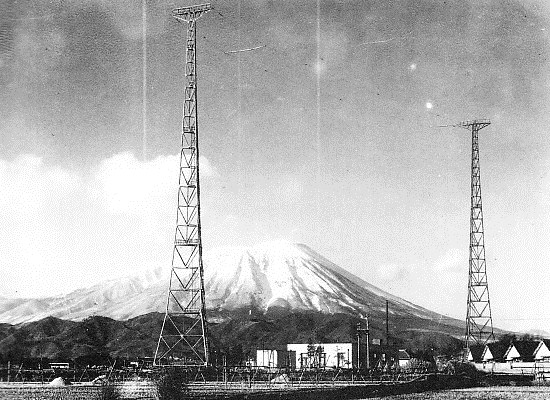
初代局舎（1938年）

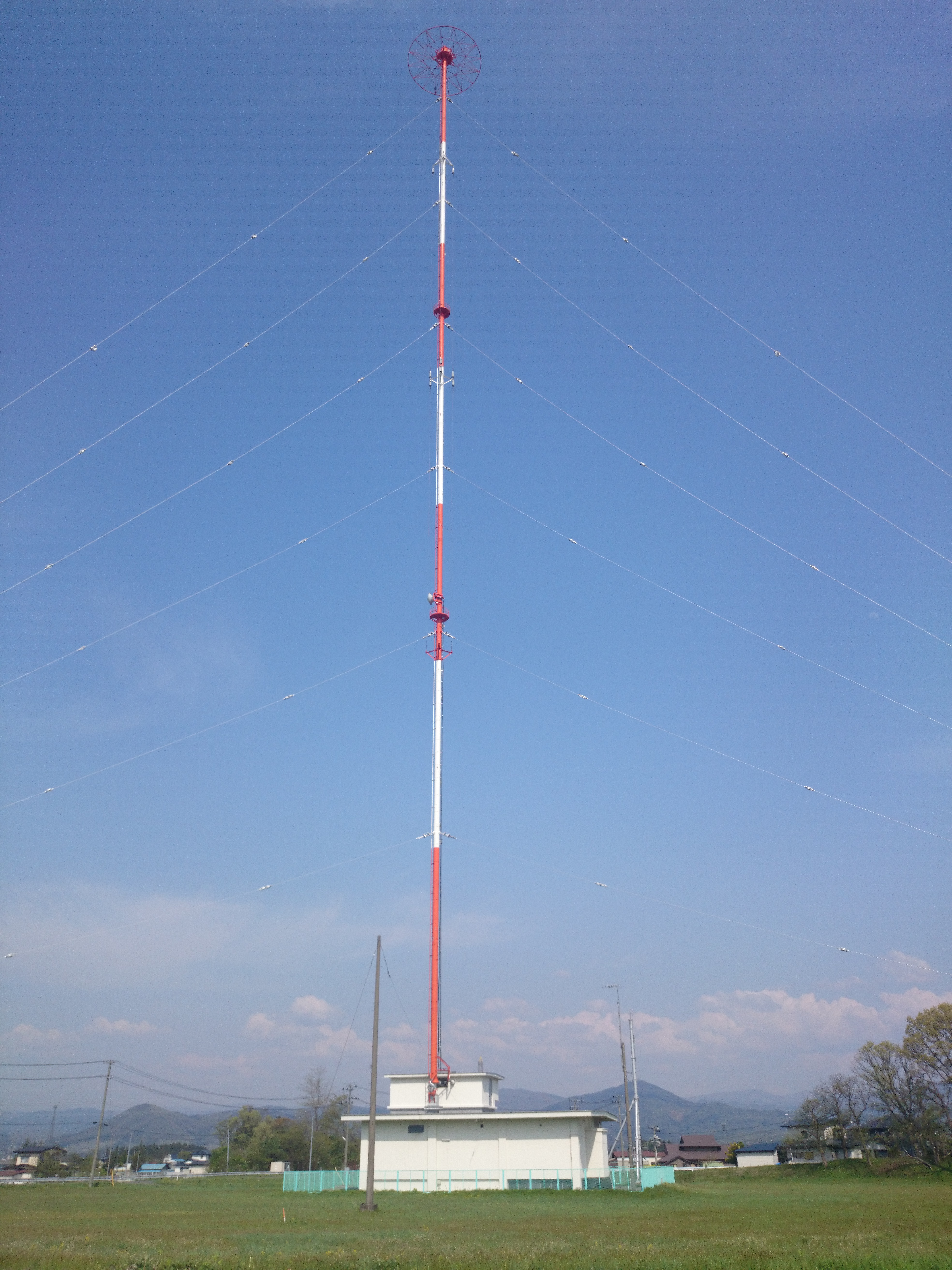
矢巾ラジオ（第1・第2）放送所

## 沿革
- 1938年（昭和13年）8月7日 - 社団法人日本放送協会（NHKの前身）東北支部盛岡放送局として、ラジオ第1放送が開局。
- 1950年（昭和25年）
  - 3月25日 - ラジオ第2放送が開局。
  - 6月1日 - 放送法施行に伴い社団法人日本放送協会が解散。一切の権利義務は特殊法人としての日本放送協会に継承。
- 1958年（昭和33年）12月28日 - アナログ・総合テレビが開局。
- 1960年（昭和35年）12月23日 - アナログ・教育テレビが開局。
- 1964年（昭和39年）
  - 6月1日 - ラジオFM放送の実用化試験放送・ステレオ放送実験が開始（ステレオ放送は仙台からの放送波中継で放送）[1]。
  - 9月24日 - アナログ・総合テレビのカラー放送を開始[2]。
- 1966年（昭和41年）3月20日 - アナログ・教育テレビのカラー放送を開始[3]。
- 1969年（昭和44年）3月1日 - ラジオFM放送、盛岡局を含め全国一斉に本放送を開始。
- 1971年（昭和46年） - ローカルニュースがカラー化（カラーフィルムによるローカル報道取材も含む）[4]。
- 1972年（昭和47年）- 現在の放送会館が完成。
- 1977年（昭和52年） - FM放送、ローカル放送でのステレオ化工事が完了、盛岡ローカルのステレオ放送を開始[5]。
- 1978年（昭和53年）11月23日 - 国際電気通信連合による中波ラジオ放送全世界一斉周波数変更の取り決めに従い、ラジオ第1・第2放送の周波数が10kHz間隔から9kHz間隔に一斉変更。
  - これに伴い盛岡本局は、ラジオ第1が531kHzに、ラジオ第2が1386kHzに変更。同ラジオ中継局もそれぞれ変更された。
- 1980年（昭和55年）3月31日 - FMステレオ放送用のPCMデジタル音声回線が導入。これに伴い、ローカル以外でのステレオ放送に於ける仙台からの放送波中継を廃止[6][7]。
- 1986年（昭和61年）8月8日 - アナログ・総合テレビの音声多重放送を開始[8]。
- 1991年（平成3年）3月21日 - アナログ・教育テレビの音声多重放送を開始[9]。
- 2005年（平成17年）12月1日 - 総合・教育両テレビの地上デジタル放送を開始。
- 2012年（平成24年）3月31日 - 総合・教育両テレビの地上アナログ放送を終了。

## デジタルテレビジョン放送

### 盛岡親局

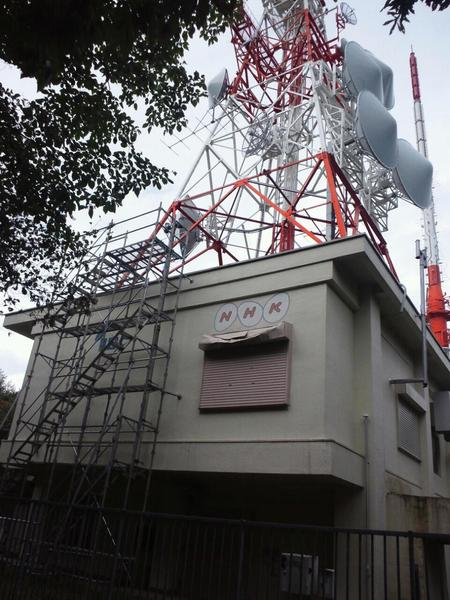
IBC岩手放送と共用するデジタルテレビ送信所。手前がNHKアナログテレビ・FM、奥が共用デジタルテレビの送信塔

- 2005年12月1日、紫波町新山から地上デジタル放送の本放送を開始した。
  - 総合テレビ 14ch リモコンキーID：1 JOQG-DTV 1kW
  - Eテレ 13ch リモコンキーID：2 JOQC-DTV 1kW

ワンセグは、2006年4月から2007年3月4日までの試験放送時、アナログ・デジタル（12セグ）による盛岡局送出のローカル番組放送中は仙台局送出のローカル番組に差し替えて放送していたが、2007年3月5日から、ワンセグでも盛岡局送出のローカル番組を放送するようになり、今日に至る。

### 中継局
※主要局のみ掲載（以下同）
- 二戸 総合23ch Eテレ21ch 100W
- 一関 総合23ch Eテレ37ch 25W
- 谷地山（滝沢市） 総合25ch Eテレ26ch 2W
- 遠野 総合24ch Eテレ21ch 20W
- 大槌新山 総合25ch Eテレ23ch 2W
- 室根 総合51ch Eテレ49ch 3W
- 宮古 総合14ch Eテレ13ch 20W
- 久慈 総合32ch Eテレ13ch 3W
- 大船渡 総合14ch Eテレ28ch 10W
- 野田 総合33ch Eテレ31ch 1W
- 西根松尾 総合25ch Eテレ26ch 2W
- 釜石 総合14ch Eテレ13ch 30W
- 大槌 総合14ch Eテレ13ch 1W

## ラジオ放送

### ラジオ第1放送
- 盛岡 531kHz 10kW（コールサインJOQG）
- 釜石 846kHz 100W
- 宮古 1026kHz 100W
- 大船渡 576kHz 500W
- 久慈 1341kHz 100W
- 遠野 1341kHz 100W
- 岩泉 792kHz 100W
- 山田 1323kHz 1kW
- 田野畑 1224kHz 100W
- 岩泉小本 88.3MHz（FM波） 10W

### ラジオ第2放送
- 盛岡 1386kHz 10kW（コールサインJOQC）
- 釜石 1602kHz 100W
- 宮古 1359kHz 100W
- 大船渡 1359kHz 100W
- 久慈 1539kHz 100W
- 岩泉 1602kHz 100W

### FM放送
- 盛岡 83.1MHz 1kW（コールサインJOQG-FM）
- 安代田山 89.5MHz 3W（垂直偏波）
- 二戸 84.9MHz 100W
- 種市 89.9MHz 10W
- 西根松尾 87.6MHz 1W
- 葛巻 89.9MHz 10W
- 野田 85.5MHz 100W
- 沢内 84.5MHz 10W
- 普代田野畑 86.5MHz 10W
- 湯田 83.6MHz 3W
- 陸中川井 88.3MHz 10W
- 岩泉 84.3MHz 30W
- 遠野 84.5MHz 10W
- 宮古 83.5MHz 100W
- 大槌 83.6MHz 10W
- 山田 84.0MHz 10W
- 一関 83.8MHz 10W（垂直偏波）
- 釜石鈴子 81.4MHz 10W
- 室根 81.6MHz 10W
- 釜石 85.1MHz 100W
- 陸前高田 83.5MHz 10W（垂直偏波）
- 大船渡 84.3MHz 10W（垂直偏波）
- 岩手川崎 84.8MHz 3W

## 支局
- 宮古（宮古市）、大船渡・陸前高田（大船渡市）
  - 以前は、釜石、一関、久慈（2009年4月開所）に報道室があった。
  - 1950年代の「NHK年鑑」には宮古放送局が記載されていた[注釈 2][10][11]

## 情報カメラ
- 盛岡1（会館鉄塔）HD
- 盛岡2（開運橋を望むマンション屋上）HD
- 盛岡3（盛岡駅前）SD
- 花巻空港（ターミナルビル屋上）HD
- 宮古 HD
- 浄土ヶ浜（宮古市）HD
- 釜石 HD
- 大船渡 HD
- 久慈（2009年4月の報道室開所とともに設置）HD
- 二戸 SD
- 八幡平・安比高原スキー場（ホテル安比グランド屋上）HD
- 北上（ホテルシティプラザ北上屋上）HD

## 主な盛岡局制作番組
- おはよういわて（平日 7:45 - 8:00、7:50 - 7:58は仙台局から東北地方向け放送）
  - ただし、2018年度から、8月の旧盆期間中は『おはよう東北』として、仙台から東北ブロック放送となる。
- おばんですいわて（平日 18:10 - 18:59）

※1997年放送開始。岩手県内ニュースのほかにも、映画情報など、生活に密着した内容が織り込まれている。
- ニュースいわて845（平日 20:45 - 21:00）
  - 祝日は20:55 - 21:00に「東北地方のニュース・気象情報」を5分間放送。
- Iwach. いわチャン（第3金曜 19:30 - 19:55、再放送：翌週日曜 13:05 - 13:30）

※不定期に一部の回が土曜10:30枠において東北地方向けに放送される（この場合の番組送出は仙台局が担当）。
- 再発見いわて（不定期で金曜 19:30 - または毎月最終土曜 10:05 - にNHK盛岡制作の特番や、総合・BSで全国放送された岩手関連の番組を再放送、もしくは編集して放送する）
- おばんですいわてサタデー（土曜 18:45 - 18:59）
- おばんですいわてサンデー（日曜 18:45 - 18:59）
- らじ推し（ラジオ第1、毎月第4金曜 12:30 - 12:55）
- いわてみんなのうた（Eテレ、平日 8:55 - 9:00・総合テレビ、平日 15:55 - 16:00）

※スポーツ中継以外では珍しく、Eテレ内での独自編成を行っている。

### 週末・祝日の体制
- 2016年の大型連休より、祝日・年末年始のローカルニュース枠・気象情報などはすべて仙台からの東北ブロックニュースに統一され、岩手からの祝日ニュース枠と気象情報枠はテレビ・ラジオ全てで全廃した。
- 2020年4月の改編からは、さらに毎週土日のローカルニュース・気象情報なども原則として選挙・災害時等を除き盛岡からの放送は全て廃止され、全て終日、仙台からの放送となった。
- 2022年4月からは、新たに土曜 18:45『Iwateen』、日曜 18:45『岩手ぜんぶ推し!』のローカル2番組が新設され、この中で盛岡放送局からローカルニュース・天気予報（18:54 - 18:59）が放送される。なお、土日の18:45枠以外の時間帯と、祝日・年末年始は全時間帯で原則として引き続き仙台発となり、ラジオは従来通り原則として全ての時間帯で仙台発となる。

## 過去の制作番組

### 総合テレビ
- NHKニュースワイド岩手（1980年4月7日 - 1988年4月1日、平日 7:30 - 7:55）
- モーニングワイドいわて（1988年4月4日 - 1993年4月2日、平日 7:30 - 7:55）
- いわてガイド→ゴックンいわて
- ママスタGoo!
- いわて640（1976年4月5日 - 1982年4月2日、平日 18:40 - 19:00）
- いわて630（1982年4月5日 - 1988年4月1日、平日 18:30 - 19:00）
- イブニングネットワークいわて（1988年4月4日 - 1997年3月31日）
- ひるっコいわて（ - 2018年3月22日、平日 11:50 - 11:54）
- ニュース645（- 2020年3月29日、土日 18:45 - 18:59）
- 岩手ぜんぶ推し!（ - 2024年3月31日、日曜 18:45）
- クローズアップいわて（2002年4月5日 - 2018年3月2日、金曜 19:30 - 19:55）
- Iwateen（土曜 18:45 - 18:59）

### ラジオ第1放送
- くらしの相談室（火曜 13:05 - ）[12]
- 郷土を開いた人々（1965年4月 - 、土曜 18:15 - ）[12]
- まじぇ5時（平日 17:00 - 18:00）
- おつまみラジオ（第2・第4水曜 17:05 - 17:55）

## アナウンサー・キャスター
- 氏名の後の*は、過去に盛岡局勤務経験があることを示す。
- 常時6 - 7名の局員アナウンサーが在籍。ただし女性局員が配属されるのは稀で[注釈 3]、女性の場合、通常は契約キャスターが務める。

| 氏名           | 前任地           | 担当番組                                                    | 備考               |
| アナウンサー   | アナウンサー     | アナウンサー                                                | アナウンサー       |
| -------------- | ---------------- | ----------------------------------------------------------- | ------------------ |
| 打越裕樹       | 東京アナウンス室 | アナウンスグループ統括 岩手県のニュース おはよういわて      |                    |
| 小原和樹       | 高知             | おばんですいわて（月 - 木曜キャスター）                     | 滝沢市出身         |
| 黒澤太朗       | 仙台             | おばんですいわて（金曜キャスター） おばんですいわてサタデー |                    |
| 山口瑛己       | 福井             | おばんですいわてサンデー                                    | 盛岡市出身         |
| 中村豊         | 放送文化研究所   | 岩手県のニュース おはよういわて                             |                    |
| 新井ともよ     | 初任地           | 岩手県のニュース おはよういわて                             |                    |
| 契約キャスター |                  |                                                             |                    |
| 渡辺あいみ     |                  | おばんですいわて（キャスター）                              | 盛岡市出身         |
| 石塚綾乃       | 山形             | おばんですいわて（キャスター）                              |                    |
| 加藤早和子     |                  | おばんですいわて（スポーツ）                                |                    |
| 田中愛乃       |                  | おばんですいわて（リポーター）                              |                    |
| 気象予報士     |                  |                                                             |                    |
| 江刺幸男       |                  | おばんですいわて                                            | ウェザーマップ所属 |

## 東北地方太平洋沖地震（東日本大震災）発生時の対応など
- 盛岡放送局では東北ブロック向けの放送とは別に、今回の震災で発生した大津波などの影響で県外で避難する生活を送っている岩手県の住民のために、テレビの県内向け昼12時台と夕方18時台のローカルニュース番組[注釈 4]と、ラジオの県内向け日中のローカルニュースを配信するサービスを提供してきた。なお、震災当時人員不足で、平日は早朝から中山準之助アナが20:45 - 21:00「県内ローカルニュースと天気予報」の枠まで、その後の「ニュースウオッチ9」など全国・東北ブロック参加ニュース等ほぼすべてを一人で担当。土・日・祝日に避難所の中継現場に出たり、休み返上で被災地のロケや取材にも出掛けたり、ラジオの対応もしていた。これを教訓に、盛岡放送局ではアナウンサーを増員、シフト勤務を工夫するなどアナウンサー一人に掛かる負担を減らしている。
- 2011年3月11日における東日本大震災発生時および、4月7日の余震発生時に、停電によりラジオ第1・第2放送ともに30分以上停波するトラブルがあった。
- 現在、被災者の証言などまとめた｢被災者の証言・あの日あの時｣を｢おばんですいわて｣内で放送している。なお、｢被災者の証言・あの日あの時｣は、正午のニュース後の仙台からの｢震災ニュース｣でも2012年3月30日まで放送していた[注釈 5][13]。